# Diecezja Duitama-Sogamoso
Diecezja Duitama-Sogamoso (łac. Dioecesis Duitamensis-Sogamosensis, hisz. Diócesis de Duitama - Sogamoso) – rzymskokatolicka diecezja w Kolumbii. Jest sufraganią archidiecezji Tunja.
W 2006 na terenie diecezji pracowało 66 zakonników i 119 sióstr zakonnych.

## Historia
7 marca 1955 papież Pius XII bullą  Idem ardens erygował diecezję Duitama. Dotychczas wierni z tych terenów należeli do diecezji Tunja (obecnie archidiecezja Tunja).
4 czerwca 1994 zmieniono nazwę diecezji na Duitama-Sogamoso.

## Ordynariusze

### Biskupi Duitama
- José Joaquín Flórez Hernández (1955 – 1964)
- Julio Franco Arango (1964 – 1980)
- Jesús María Coronado Caro SDB (1981 – 1994)

### Biskupi Duitama-Sogamoso
- Jesús María Coronado Caro SDB (1994)
- Carlos Prada Sanmiguel (1994 – 2012)
- Misael Vacca Ramirez (2015 – 2022)
- Edgar Aristizábal Quintero (2024 – nadal)

Mapa diecezji

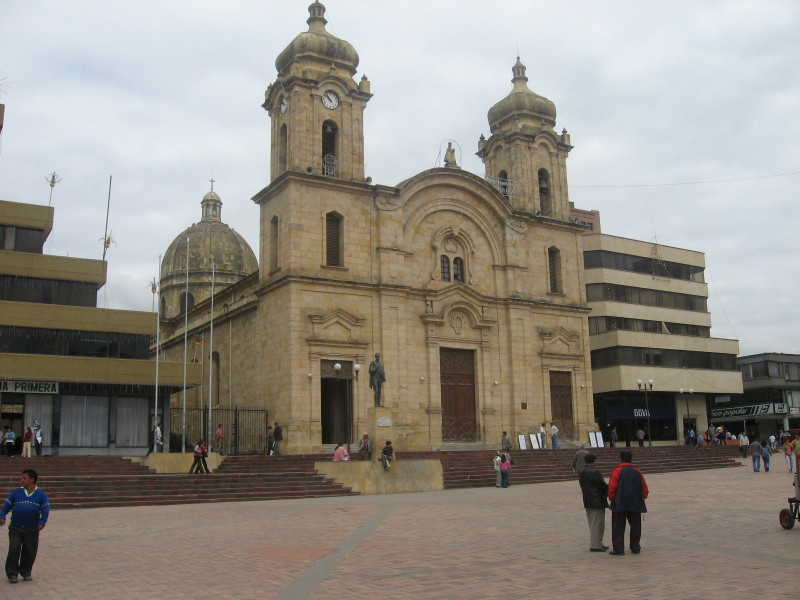
Katedra w Duitama